# Дершау, Фёдор Карлович
Фёдор Карлович Дершау (Friedrich von Derschau; 1821—не ранее 1862) — русский литератор и публицист, издатель-редактор журнала «Финский вестник».

## Биография
Фридрих Дершау имеет финские корни. Биографических сведений о его жизни сохранилось немного. Он обучался в кадетском корпусе, по окончании коего служил в военном ведомстве. Довольно быстро оставил службу и занялся литературной деятельностью.
В 1842 году Дершау написал очерк «Балтийское море», а в 1843 — «Ревель». В то же время Дершау опубликовал раскритикованную современниками статью «Финляндия и Финляндцы», в которой содержатся его воспоминания о путешествии по Финляндии. Хотя дебют был неудачен, Фёдор Карлович не оставил литературу и вскоре стал издавать журнал.

## «Финский вестник»
Вскоре Дершау благодаря знакомству с высокопоставленными лицами и непринуждённости политических убеждений получил разрешение на издание журнала «Финский вестник». Не имея достаточного опыта для ведения журнала, Дершау поначалу обратился за помощью к братьям Майковым, затем пригласил в редакцию довольно известных литературных деятелей: Н. А. Некрасова, В. И. Даля, Е. П. Гребёнки, В. В. Толбина, А. А. Григорьева, петрашевцев С. Ф. Дурова, А. И. Пальма. Впервые журнал вышел в свет в 1845 году под редакцией Майковых.
Падение популярности этого журнала было связано как с отсутствием финансовых средств у издателя (который рассчитывал на материальную поддержку родственников), так и тем, что Фёдор Карлович не желал довольствоваться ролью издателя. Он стал изменять названия статей, присылаемых в редакцию, иногда даже исправлял рукописи. Такое поведение Дершау оттолкнуло его лучших сотрудников, и вскоре «Финский Вестник» пришёл в упадок.
Журнал просуществовал до 1854 года, затем Фридрих Карлович, окончательно убедившись в неудаче, продал его Дерикеру, помощнику редактора «Библиотеки для чтения», который преобразовал его в газету «Северное обозрение». Прекратив издательство «Финского Вестника», Дершау продолжил литературную деятельность и опубликовал несколько статей в «Репертуаре» и «Литературной газете».